# 坞罗水库
坞罗水库是中国河南省郑州市巩义市境内的一座水库，位于坞罗河上，建于1960年。水库正常库容为408万立方米，集雨面积为108平方千米，海拔为250米。